# Federico Norcia
Federico Norcia (Lugo de Rávena, 31 de marzo de 1904-Módena, 13 de julio de 1985) fue un ajedrecista italiano.
Abogado de profesión, fue galardonado con el título de Maestro en 1931.
Participó en más de 50 torneos nacionales e internacionales.
En 1952 ganó en el Torneo de Ferrara, junto con Vincenzo Castaldi y Alberto Giustolisi en el 15º Campeonato Nacional de Ajedrez de Italia.
En 1960 empató inicialmente en el 1º puesto con Guido Capello y Alberto Giustolisi en el 21º Campeonato Nacional italiano , celebrado en Perugia , pero el título se lo llevó Capello en el desempate.
Participó con la selección italiana en cuatro Olimpíadas de ajedrez : Folkestone 1933, Mónaco 1936, Ámsterdam 1954, y La Habana 1966, con buenos resultados, así como en la 3º Olimpíada no Oficial de Ajedrez de 1936 en Múnich. Asimismo, representó a Italia en encuentros amistosos contra Suiza en 1958 y contra Hungría en 1960.
Durante la Segunda Guerra Mundial, Norcia fue 3º-5º en el Torneo B o de calificación (Wertungsturnier) del considerado por los nazis Campeonato de Europa Individual de Ajedrez (Europameisterschaft), jugado en Múnich en 1942, un torneo que pretende ser el primer Campeonato de Europa, del 14 al 26 de septiembre, organizado por Ehrhardt Post, el director general del Nazi Grossdeutscher Schachbund. Pero teniendo en cuenta que los jugadores de los enemigos de Alemania (Unión Soviética, Gran Bretaña y Polonia) no pudieron participar (debido a la Segunda Guerra Mundial), y los jugadores judíos estaban excluidos (debido a la política nazi), este torneo fue simplemente una manifestación de la propaganda nazi y nunca recibió ningún tipo de reconocimiento oficial como Campeonato. Reuben Fine comentó en "Chess Marches On" (1945), página 136: "Alekhine ha participado en una serie de festejos alborotados europeos, entre ellos uno llamado "Campeonato de Europa ".... sus competidores eran en el mejor de los casos de segunda categoría". Curiosamente, jugadores como Alekhine (vigente campeón del mundo), Keres (candidato al título), Bogoliubov (excandidato al título de Campeón del Mundo), Stoltz (ganador, por delante de Alekhine, en Múnich en 1941) y Junge (vencedor, junto con Alekhine, en Praga, en 1942) lo destacaron como el torneo más fuerte del mundo en 1942. Los próximos torneos más fuertes, eran Salzburgo 1942, Nueva York (Campeonato Nacional) 1942, Mar del Plata 1942, Praga ( Memorial Duras) 1942 y Moscú 1942.
El triunfo en el Torneo A fue para Gösta Danielsson.
Otros éxitos relevantes:
- 1930: 1° en Brindisi
- 1950: 1º en San Marino
- 1960: 2º en Imperia, por detrás de Giorgio Porreca
- 1960: 3º en Nápoles, por detrás de Porreca y Stefano Tatai
- 1977: Victoria en Trento en el Campeonato Nacional Senior

Fue Secretario General Adjunto de la Municipalidad de Reggio-Emilia, y posteriormente Secretario General de los Municipios de San Remo , Trento y Módena.